# La Guirlande merveilleuse
La Guirlande merveilleuse, venuda als Estats Units com The Marvellous Wreath i al Regne Unit com The Marvellous Hoop, és un curtmetratge mut francès del 1903 dirigit per Georges Méliès. Va ser venut per la Star Film Company de Méliès i té el número 445–448 als seus catàlegs.
Méliès interpreta el mosqueter a la pel·lícula, el principal efecte especial de la qual és un primer pla superposat a una obertura circular per exposició múltiple; Méliès va utilitzar un efecte similar a L'Enchanteur Alcofrisbas més tard aquell any. Altres efectes especials usats a La Guirlande merveilleuse són la pirotècnia, escamoteigs i fosa.